# Ponežukaj
Ponežukaj (in russo Понежукай?) è un centro abitato dell'Adighezia, situato nel Teučežskij rajon. La popolazione era di 3.225 abitanti al dicembre 2018. Ci sono 57 strade.